# グエン・バン・チュー
グエン・ヴァン・チュー（阮 文紹、ベトナム語：Nguyễn Văn Thiệu / 阮文紹  発音、1923年4月5日〈啓定8年2月20日〉 - 2001年9月29日）は、ベトナム共和国（南ベトナム）の元大統領。
欧米、日本では姓のグエン（阮）ではなく、チューと呼ばれたが、これはベトナムで個人を区別するため名前の最後の部分をとって呼ぶ習慣に由来するものであり、間違いではない。なお、原音は「ティウ」に近い。

## 経歴

### 生い立ち
仏領インドシナのニントゥアン省に地主の家に生まれた。

### 共産主義者
ホー・チ・ミンのベトミンに加わって地区の責任者にまでなるも脱退、インタビューによれば「ベトミンが共産主義なのは知っていた。人々を撃ち、土地を取り上げ、村の役所を破壊するなどの蛮行を見て幻滅した」 という。

### 軍歴
その後海軍学校に入学し、さらにダラットの士官学校に転校した。1951年に卒業後はベトナム国のベトナム国軍で着実に出世し、ホー・チ・ミン率いる北ベトナムとの戦いの指揮を執ってベトナム共和国軍（南ベトナム軍）でも頭角を現した。

### クーデター
ベトナム戦争中の1965年に発生した軍事クーデターで、グエン・カオ・キ首相らとともにベトナム共和国の実権を握り、国家指導評議会議長（国家元首）に就任した。

### 大統領

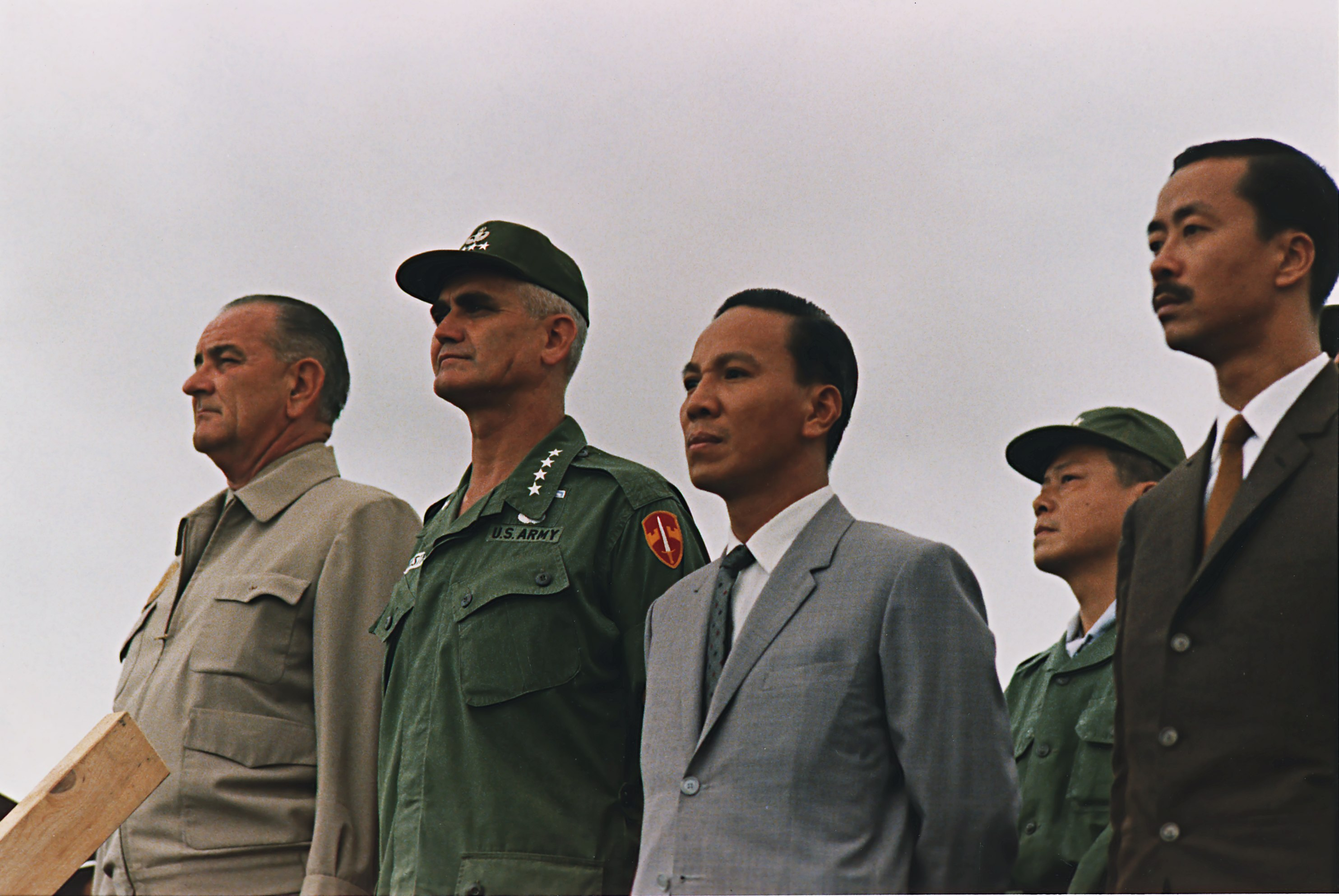
左からアメリカのジョンソン大統領、米陸軍のウェストモーランド将軍、チュー、グエン・カオ・キ（1966年10月）

1967年9月3日に実施された大統領選挙において38%の得票でゴ・ディン・ジエム以来の大統領に就任し、野党とその支持者や報道機関を弾圧したことから「小さな独裁者」と民衆から揶揄された。1971年10月2日の選挙では唯一の候補者となって100%の票を得て再選された。
それまでの他の南ベトナムの指導者と比較して安定した長期体制を築いたチューだが、クーデターを警戒するあまりパラノイアを抱くようになり、政権はイエスマンばかりになった。ベトミンから転向した経歴ゆえに猛烈な反共主義者であったともされており、任期中は常に北ベトナムや南ベトナム解放民族戦線（ベトコン）に対抗して交渉も否定していた。
1975年4月17日、アメリカ合衆国議会から軍事援助を拒否され、これを受けて1975年4月21日に大統領を辞任した。
辞任する際の演説で作戦失敗の責任は軍部にあると責め立て、自由主義陣営を見捨てたとしてアメリカ合衆国とパリ協定に署名したヘンリー・キッシンジャー国務長官を批判し、自らの汚職や腐敗を伝えた国内外の報道機関も軍の士気を下げたと非難した。それから9日後の4月30日、サイゴンは陥落した。サイゴン陥落時、自宅から大量の金塊を運んで逃亡しようとしたとされるが、確証はない。

### 亡命
サイゴン陥落後はアメリカ軍の手を借りて台湾（台北士林）へ亡命し、その後イギリスのサリーにわたり、最終的にアメリカ合衆国マサチューセッツ州に移り住んで同地で病死した。